# Hogna cinica
Hogna cinica là một loài nhện trong họ Lycosidae.
Loài này thuộc chi Hogna. Hogna cinica được Tongiorgi miêu tả năm 1977.